# Alejandro Sánchez Pérez
Alejandro Sánchez Pérez (Madrid, 26 d'abril de 1961) és un biòleg i polític ecologista espanyol, militant d'Equo, diputat a l'Assemblea de Madrid.
Nascut el 26 d'abril de 1961 a Madrid, es va doctorar en Ciències Biològiques per la Universitat Complutense de Madrid (UCM), especialitzat en Zoologia, Vertebrats. Empleat des de 1991 per SEO/Birdlife, es va convertir en director general de l'organització.
Va ser un dels fundadors d'Equo.
Va ser inclòs com a candidat al lloc 15 de la llista de Podem per a les eleccions a l'Assemblea de Madrid del 24 de maig de 2015 encapçalada per José Manuel López, i va ser escollit diputat de la desena legislatura del parlament regional. En la tardor de 2018 va ser elegit pels afiliats del seu partit com cap de la sub-llista d'Equo concebuda per incrustar-dins de la liderada per Íñigo Errejón per a les eleccions a l'Assemblea de Madrid de 2019.